# Selezioni giovanili della nazionale maschile di pallacanestro della Bulgaria
Le selezioni giovanili della nazionale di pallacanestro della Bulgaria sono gestite dalla Federazione cestistica della Bulgaria e partecipano ai tornei cestistici internazionali per squadre nazionali, limitatamente a specifiche classi d'età.

## Universitaria
Rappresenta la selezione composta dagli atleti universitari della nazionale bulgara.

### Partecipazioni
- 1961 -  2°
- 1965 - 6°
- 1970 - 6°
- 1973 - 5°
- 2009 - 7°

## Under-20
Rappresenta i migliori giocatori di nazionalità bulgara di età non superiore ai 20 anni. Partecipa a tutte le manifestazioni internazionali giovanili di pallacanestro per nazioni gestite dalla FIBA.
Nel corso degli anni questa selezione ha subito alcuni cambiamenti nel nome, dovuti agli adeguamenti nelle normative della FIBA in fatto di classificazione delle categorie giovanili.
Agli inizi la denominazione originaria era nazionale Juniores, in quanto la FIBA classificava le fasce di età sotto i 22 anni con la denominazione "juniores". In seguito, denominazione e fasce di età sono state equiparate, divenendo nazionale Under 22. Dal 2000, la FIBA ha modificato nuovamente il tutto, equiparando sotto la dicitura "under 20" sia denominazione che fasce di età. Da allora la selezione ha preso il nome attuale.

### Partecipazioni
FIBA EuroBasket Under-20
- 2006 - 9°
- 2007 - 8°
- 2008 - 15°

- 2013 - 14°
- 2014 - 15°
- 2015 - 20°

### Formazioni
Bulgaria under 20 - Campionato europeo maschile di pallacanestro Under-20 20064 D. Ivanov, 5 K. Ivanov, 6 Dojčinov, 7 Lilov, 8 S. Čolakov, 9 Dikov, 10 Slavejkov, 11 Georgiev, 12 Stojanov, 13 Velikov, 14 Fikov, 15 Ostrev,        All. Ivan Čolakov
 Bulgaria under 20 - Campionato europeo maschile di pallacanestro Under-20 20074 Nakov, 5 Durčev, 6 Kolev, 7 Stojanov, 8 Kostov, 9 Pangarov, 10 L. Lilov, 11 I. Lilov, 12 Avramov, 13 S. Čolakov, 14 Filčev, 15 Fikov,        All. Ivan Čolakov
 Bulgaria under 20 - Campionato europeo maschile di pallacanestro Under-20 20084 Istiljanov, 5 Vasilev, 6 Kolev, 7 Ivanov, 8 Kostov, 9 Iliev, 10 Marinov, 11 Lilov, 12 Hristov, 13 Mihajlov, 14 Vaklinov, 15 Cvetkov,        All. Ivan Čolakov
 Bulgaria under 20 - Campionato europeo maschile di pallacanestro Under-20 20134 Kirilov, 5 Grozev, 6 Minkov, 7 Nackin, 8 Stojanov, 9 Karamfilov, 10 Ivanov, 11 Tenčev, 12 Simeonov, 13 Galabov, 14 Vutev, 15 Dimitrov,        All. Ljubomir Minčev
 Bulgaria under 20 - Campionato europeo maschile di pallacanestro Under-20 20144 Ivkov, 5 Marinov, 6 Mihajlov, 7 Vezenkov, 8 Stojanov, 9 Karamfilov, 10 Minkov, 11 Grozev, 12 Hristov, 13 Pejčinov, 14 Vutev, 15 Galabov,        All. Petko Delev
 Bulgaria under 20 - Campionato europeo maschile di pallacanestro Under-20 20156 Iliev, 7 Kočev, 8 Stavrev, 9 Hadžirusev, 10 Milov, 11 Ivkov, 13 Georgiev, 14 Pejčinov, 15 Vangelov, 20 Dimitrov, 23 Vasilev, 24 Sekulov,        All. Ljudmil Hadžisotirov

## Under-18
Rappresenta i migliori giocatori di nazionalità bulgara di età non superiore ai 18 anni. Partecipa a tutte le manifestazioni internazionali giovanili di pallacanestro per nazioni gestite dalla FIBA.
Agli inizi la denominazione originaria era nazionale Cadetti, in quanto la FIBA classificava le fasce di età sotto i 18 anni con la denominazione "cadetti". Dal 2000, la FIBA ha modificato il tutto, equiparando sotto la dicitura "under 18" sia denominazione che fasce di età. Da allora la selezione ha preso il nome attuale.

### Partecipazioni
- 1964 - 4°
- 1966 - 5°
- 1970 - 7°
- 1972 - 12°
- 1976 - 4°

- 1978 - 4°
- 1980 -  3°
- 1982 -  3°
- 1984 - 10°
- 1998 - 8°

- 2000 - 12°
- 2004 - 10°
- 2005 - 12°
- 2006 - 8°
- 2007 - 14°

- 2008 - 13°
- 2009 - 10°
- 2010 - 16°
- 2012 - 8°
- 2013 - 15°

## Under-16
Rappresenta i migliori giocatori di nazionalità bulgara di età non superiore ai 16 anni. Partecipa a tutte le manifestazioni internazionali giovanili di pallacanestro per nazioni gestite dalla FIBA.
Agli inizi la denominazione originaria era Nazionale Allievi, in quanto la FIBA classificava le fasce di età dai 16 ai 18 anni con la denominazione "allievi". Dal 2000, la FIBA ha modificato il tutto, equiparando sotto la dicitura under 18, sia denominazione che fasce di età. Da allora la selezione ha preso il nome attuale.

### Partecipazioni
- 1975 - 10°
- 1977 - 12°
- 1979 - 6°

- 1985 - 6°
- 1989 - 10°
- 1991 - 9°

- 2003 - 12°
- 2010 - 12°
- 2011 - 15°